# Nebria vandykei
Nebria vandykei (лат.) — вид жуков-жужелиц из подсемейства плотинников. Распространён в штатах Вашингтон и Орегон (США).
Длина тела имаго 10-13 мм, ширина 4—5 мм. Жуки почти бурого или красно-бурого цвета. Усики более или менее красные. Голова с двумя слабо выраженными красноватыми пятнами между глазами. Надкрылья со слабым пурпурным отливом.